# Guillaume de Sars
 (janvier 2024).
Si vous disposez d'ouvrages ou d'articles de référence ou si vous connaissez des sites web de qualité traitant du thème abordé ici, merci de compléter l'article en donnant les références utiles à sa vérifiabilité et en les liant à la section « Notes et références ».
Pour les articles homonymes, voir Sars.
Guillaume de Sars, né en 1370, mort en 1438 , était un noble français. Fils de Alard de Sars dit le Lion de Sars. Il épouse Marie de Jauche-Mastaing dite de Sassegnies en premières noces puis, veuf, il épousera Gertrude de Gavres, veuve de Michel de Chasteleer, mort à Azincourt en 1415.

## Biographie
- Seigneur de Sars, d'Audregnies, d'Angre, Rampemont et de Moulbais
- Construction du château d'Audignies
- 1409-1418 Prévost de Le Quesnoy
- 1418-1422 Grand-Bailli du Hainaut
- 1427 Conseiller et Chambellan de Philippe le Bon
- Gouverneur de Cambrai